# Satowan (municipalità)
Satowan (o Satawan) è una municipalità del Distretto Mortlocks, di Chuuk, uno degli Stati Federati di Micronesia. 
Situato nella parte orientale dell'atollo Satowan, ha una popolazione di 1.142.